# Töss (rzeka)
Töss – rzeka w północno-wschodniej Szwajcarii o długości 57 km. Jest lewym dopływem Renu. Źródła rzeki znajdują się w okolicach góry Tössstock, w górach Zürcher Oberland. Rzeka kończy swój bieg uchodząc do Renu w gminie Freienstein-Teufen.